# Гравитационный поезд

Пассажир лифта едет на теоретическом гравитационном поезде. Он находится в состоянии свободного падения, и прибывает в пункт назначения.

Гравитационный поезд — теоретическое средство транспортировки, концепция которого состоит в том, чтобы перемещаться между двумя пунктами на поверхности сферического объекта посредством прямого туннеля, который проходит непосредственно от одного пункта до другого через этот самый объект.
В большом теле, таком как планета, этот поезд можно было бы приводить в движение, используя только силу тяжести.

## Задачи
В реальности, есть две причины, по которым гравитационные поезда не существуют. Первая заключается в том, что никакие известные в настоящее время материалы не способны противостоять очень высокой температуре и давлению земных недр. Вторая проблема — это трение. Проблема трения качения могла бы быть решена с помощью маглева. Однако, если весь воздух не будет выкачан из туннеля, возникает проблема сопротивления воздуха. Решение этой проблемы требует дополнительных решений и мощностей.
Гравитационный поезд можно рассматривать как некую экстремальную версию американских горок.
Более реалистичный вариант осуществления подобной концепции заключается в строительстве тоннеля, не выходящего за пределы земной коры. Тогда, при достижении первой космической скорости, гравитационным поездом становится вакуумный поезд. Максимальная энергия магнитов потребуется для придания поезду необходимой скорости. По её достижении состав будет «падать» за горизонт по баллистической траектории наподобие ИСЗ, а энергия потребуется лишь для стабилизации и преодоления остаточного сопротивления воздуха в вакуумном тоннеле.

## Происхождение понятия
В XVII столетии британский ученый Роберт Гук в письме к Исааку Ньютону представил идею ускорения объекта в планете. Проект гравитационного поезда был представлен Парижской академии наук в XIX столетии. Идея была открыта вновь в 1960-х, когда физик Пол Купер опубликовал работу в американском «Журнале физики».

## В культуре
- В 1902 году вышла брошюра А. А. Родных «Самокатная подземная железная дорога между С-Петербургом и Москвою. Фантастический роман пока в трех главах, да и тех неоконченных».
- Принцип гравитационной дороги рассказывается в книге «Занимательная физика» Я. И. Перельмана
- Во вселенной трилогии «Звёздное дитя» Джека Уильямсона и Пола Фредерика присутствуют субпоезда, сеть из которых опоясала всю планету:

Громадная сфера тронулась с места совершенно бесшумно и плавно. Они не почувствовали никакого толчка, но тотчас начали ощущать необыкновенную легкость. Такова была особенность путешествия субпоездом. Поезд стремительно мчался по хорде из одной точки в другую, и на дальних маршрутах глубина туннеля достигала тысячи миль от поверхности. После придания поезду начального ускорения, первая половина пути напоминала падение в кабине сверхскоростного лифта.
- В серии романов Джаспера Ффорде про Четверг Нонетот.
- В романе Евгения Гуляковского "Сезон туманов"

- В фильме Вспомнить всё 2012 года показан лифт «СКАТ», который соединяет территорию Европы (Объединённая Британская Федерация) и Австралии (Колония). Жители колонии ежедневно прибывают в ОБФ на работу, а вечером возвращаются обратно.
- В цикле К. Булычева про Алису Селезневу упоминается "Крымский метрополитен", действующий по схожему принципу, а также прямая подземная линия Варшава - Нью-Йорк.

## Математические расчёты
Некоторые факты относительно гравитационного поезда:
- Время в пути всех гравитационных поездов, движущихся по прямой линии без трения, на выбранной планете будет одинаковым независимо от точки входа и точки выхода. Для Земли это время равнялось бы 2530,30 секундам (почти 42,2 минуты), если бы она являлась идеальным шаром[2].
- Время поездки зависит только от плотности планеты.
- Максимальная скорость достигается в середине путешествия. Для поезда, который идет непосредственно через центр Земли, эта максимальная скорость составляет приблизительно 7 900 метров в секунду (28 440 км/ч, 23 Маха).
- При расстоянии между Москвой и Владивостоком по вакуумному тоннелю, проложенному в земной коре, примерно 6400 км, скорости около 8 км/с и перегрузок при ускорении и торможении 4g, поездка займёт 16 мин 40 с (1000 с).